# 192353 Wangdazhong
192353 Wangdazhong este o planetă minoră (asteroid) din centura de asteroizi. A fost descoperită pe 14 octombrie 1995 la Xinglong Station⁠(d) de Beijing Schmidt CCD Asteroid Program⁠(d). 
Obiectul prezintă o orbită caracterizată de o semiaxă mare de 2,6402410774281 UAi, o excentricitate de 0,16095580640808, o înclinație de 10,165043759572 ° în raport cu ecliptica.